# Principauté épiscopale de Verden
1180–1648
Entités précédentes :
- Duché de Saxe

Entités suivantes :
- Brême-et-Verden

Le Principauté épiscopale de Verden (en allemand : Hochstift Verden) était une principauté ecclésiastique du Saint-Empire romain germanique située dans ce qui est aujourd'hui le Land de Basse-Saxe en Allemagne. Verden était un diocèse de l'Église catholique depuis le milieu du VIIIe siècle. L'État fut dissous en 1648. Le territoire était géré par des seigneurs séculiers au nom de l'évêque de Verden. Le territoire de l'État n'était pas identique à celui de l'évêché, mais était situé dans ses limites et constituait environ un quart du territoire diocésain. Aux termes de la paix de Westphalie, le Principauté épiscopale de Verden a été dissous et une nouvelle entité a été créée, les duchés de Brême-et-Verden.